# Oceanodroma cheimomnestes
Oceanodroma cheimomnestes — вид морських буревісникоподібних птахів родини качуркових (Hydrobatidae). В деяких систематиках вважається підвидом качурки північної (Oceanodroma leucorhoa).

## Поширення
Вид поширений на сході Тихого океану. Гніздиться на острові Гвадалупе та двох дрібних острівцях Негро та Афуера біля західного узбережжя Мексики. У негніздовий період мандрує по морю на південь до Галапагоських островів.

## Опис
Тіло завдовжки до 18 см. Оперення коричнево-чорного кольору з білим нальотом. Крижі білі. Криючі крила та хвіст чорні. Хвіст вилчастий, роздвоєний.

## Спосіб життя
Живе і харчується у відкритому морі. Полює на ракоподібних, невеликих рибок, головоногих і планктон. Розмножуватися починає у віці 4-5 років. Розмноження на Гвадалупі відбувається взимку, тоді як Oceanodroma socorroensis гніздиться тут влітку. Сезон розмноження триває листопада по квітень. Гніздиться численними колоніями. Гніздо облаштовує на голій скелі. У гнізді єдине біле яйце. Насиджують обидва батьки.